# Alto Adriatico

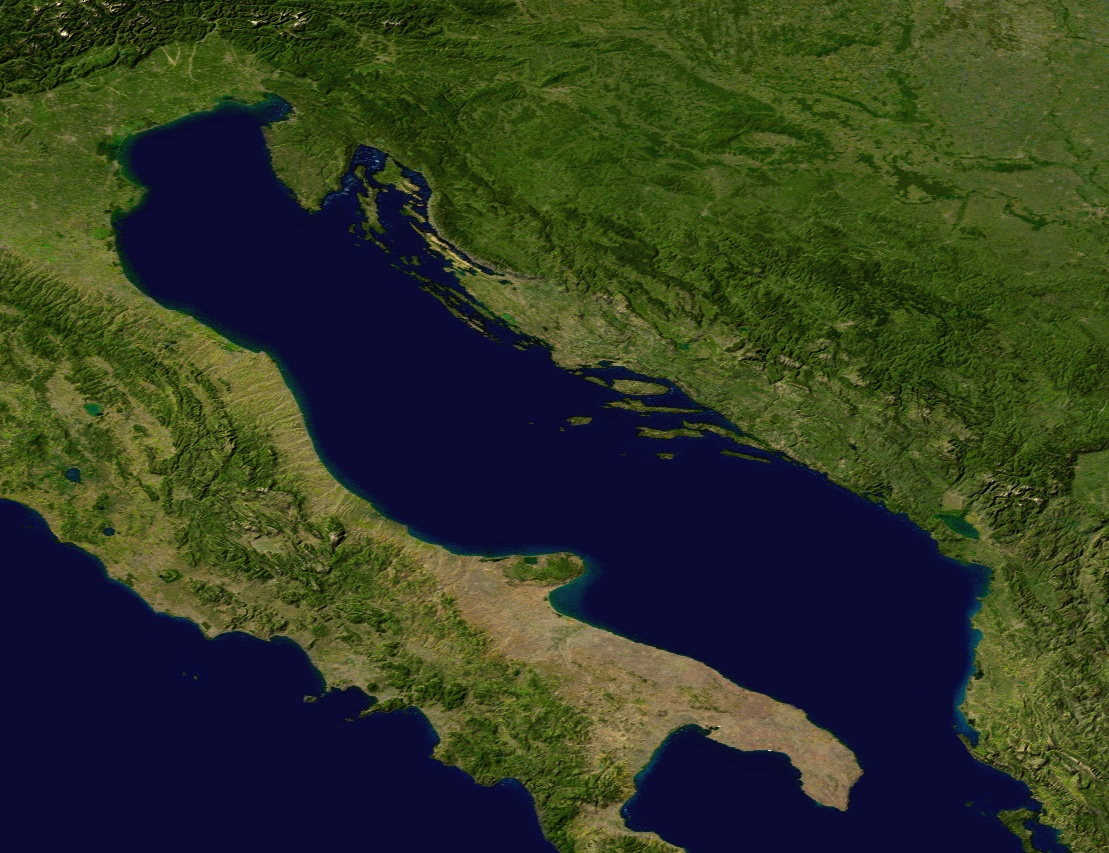
Foto satellitare del mare Adriatico. L'Alto Adriatico ne costituisce il terzo più settentrionale, tra Ancona e Zara.

L'Alto Adriatico (o Adriatico settentrionale) indica le zone costiere dell'Italia nord-orientale, della Slovenia e della Croazia (Istria e parte della Dalmazia) che si affacciano sul mare Adriatico: con tale locuzione si indica una delimitazione primaria del mare Adriatico, sovraordinata a suddivisioni ulteriori quali il golfo di Venezia, il golfo di Trieste, il golfo di Panzano e il golfo del Quarnaro.

## Descrizione

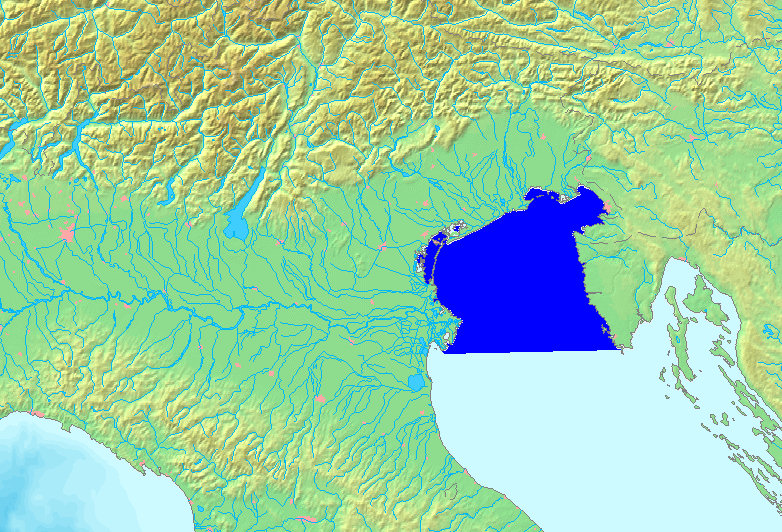
Il golfo di Venezia, che contiene tutta la parte più settentrionale dell'Alto Adriatico, incluso il golfo di Trieste e altre lagune e golfi minori

I limiti dell'Alto Adriatico non sono univoci. I suoi limiti geografici sono usualmente considerati essere il monte Conero presso Ancona sulla sponda italiana (talvolta anche il Monte San Bartolo poco più a nord, presso Pesaro) e il canale di Zara presso Zara sulla costa croata. L'Alto Adriatico individua così una porzione marittima pari a circa un terzo del mare Adriatico. Talvolta l'Alto Adriatico è identificato, in senso restrittivo, con la porzione di mare che va dal delta del Po al golfo del Quarnero, definizione solitamente utilizzata per il golfo di Venezia.
Nell'ambito della politica comune della pesca nell'Unione europea, dal 2001 le autorità locali litoranee (regioni Emilia-Romagna, Friuli-Venezia Giulia e Veneto, assieme al comune di Isola, la Regione istriana e la Regione litoraneo-montana) hanno avviato una cooperazione transnazionale nel settore ittico, il "partenariato Alto Adriatico".

## Geografia fisica
Da un punto di vista fisico la costa dell'Alto Adriatico si presenta in modo uniforme bassa e sabbiosa, con tratti lagunari, lungo la costa italiana, mentre è alta e frastagliata, con un gran numero di isole e fiordi, lungo la costa slovena e croata (Istria e Quarnero).
Costa occidentale

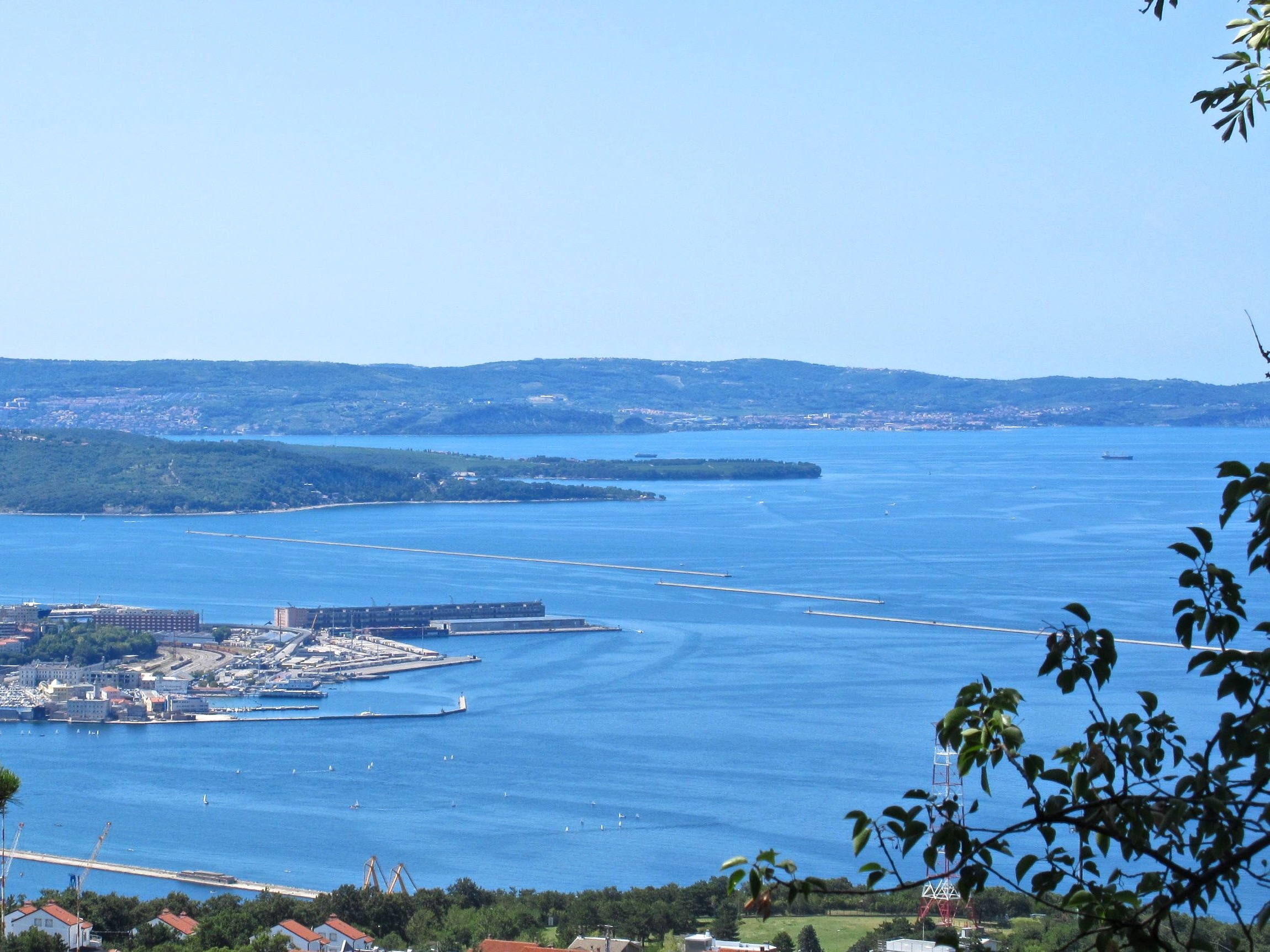
Golfo di Trieste

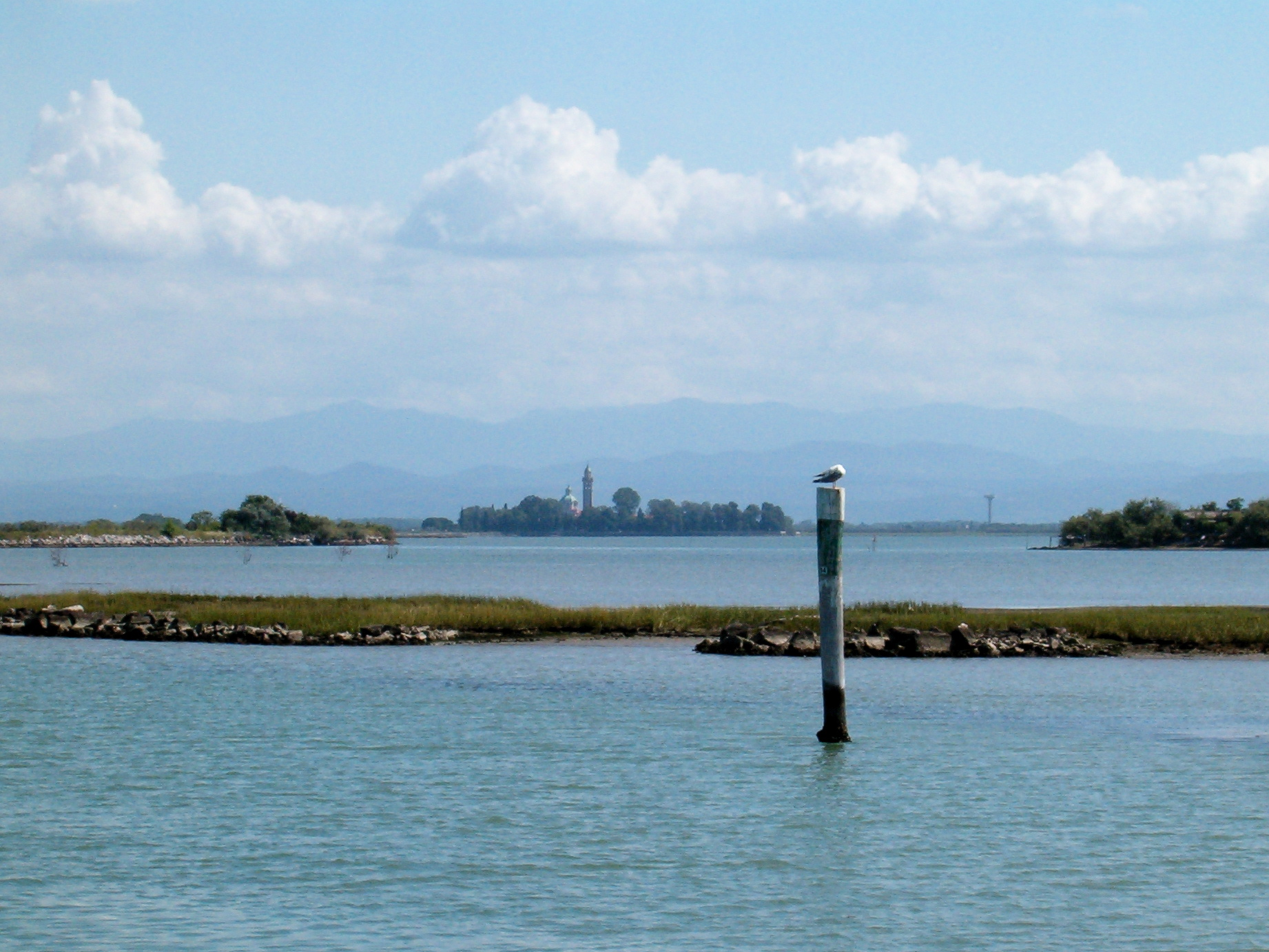
Laguna di Grado

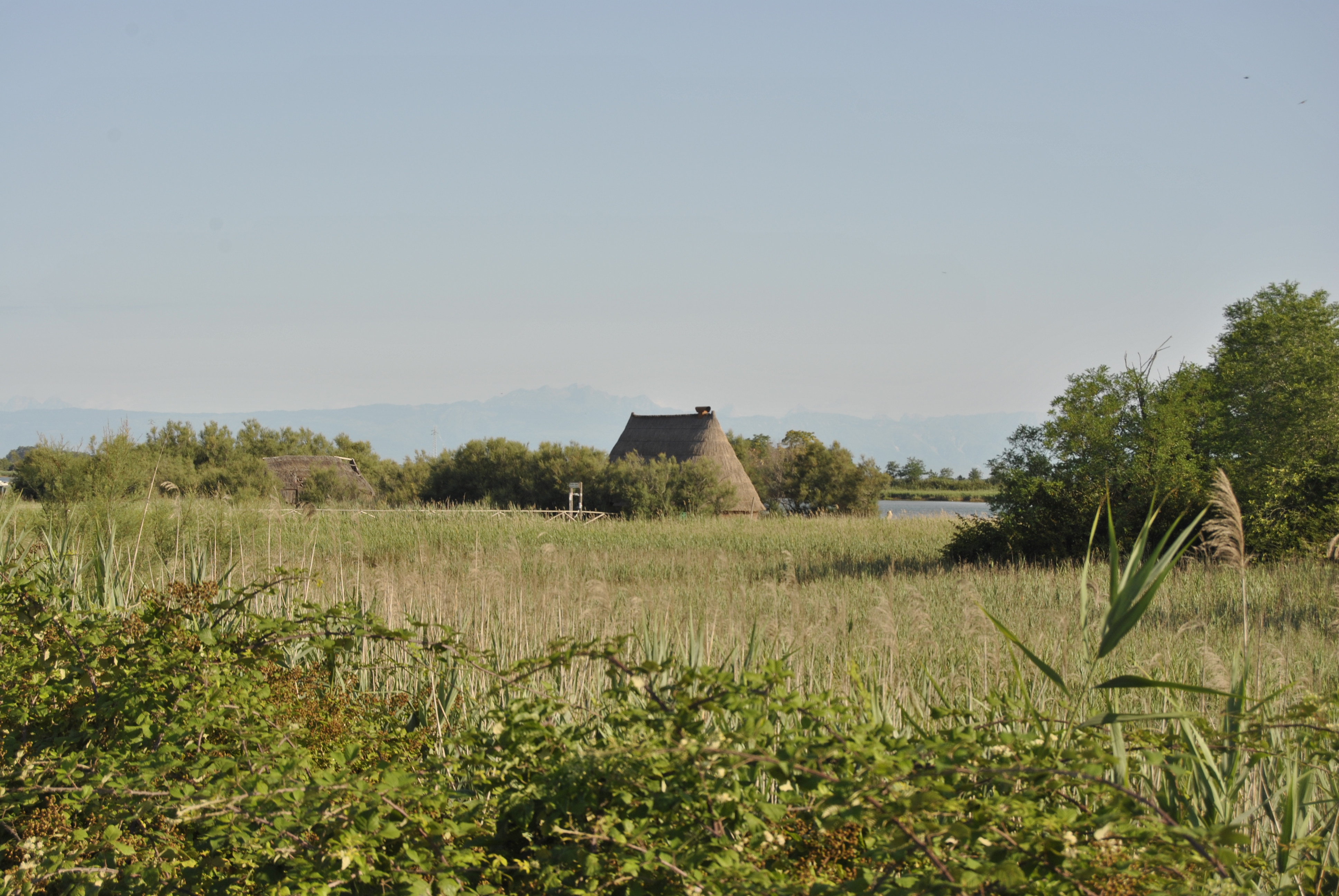
Laguna di Caorle

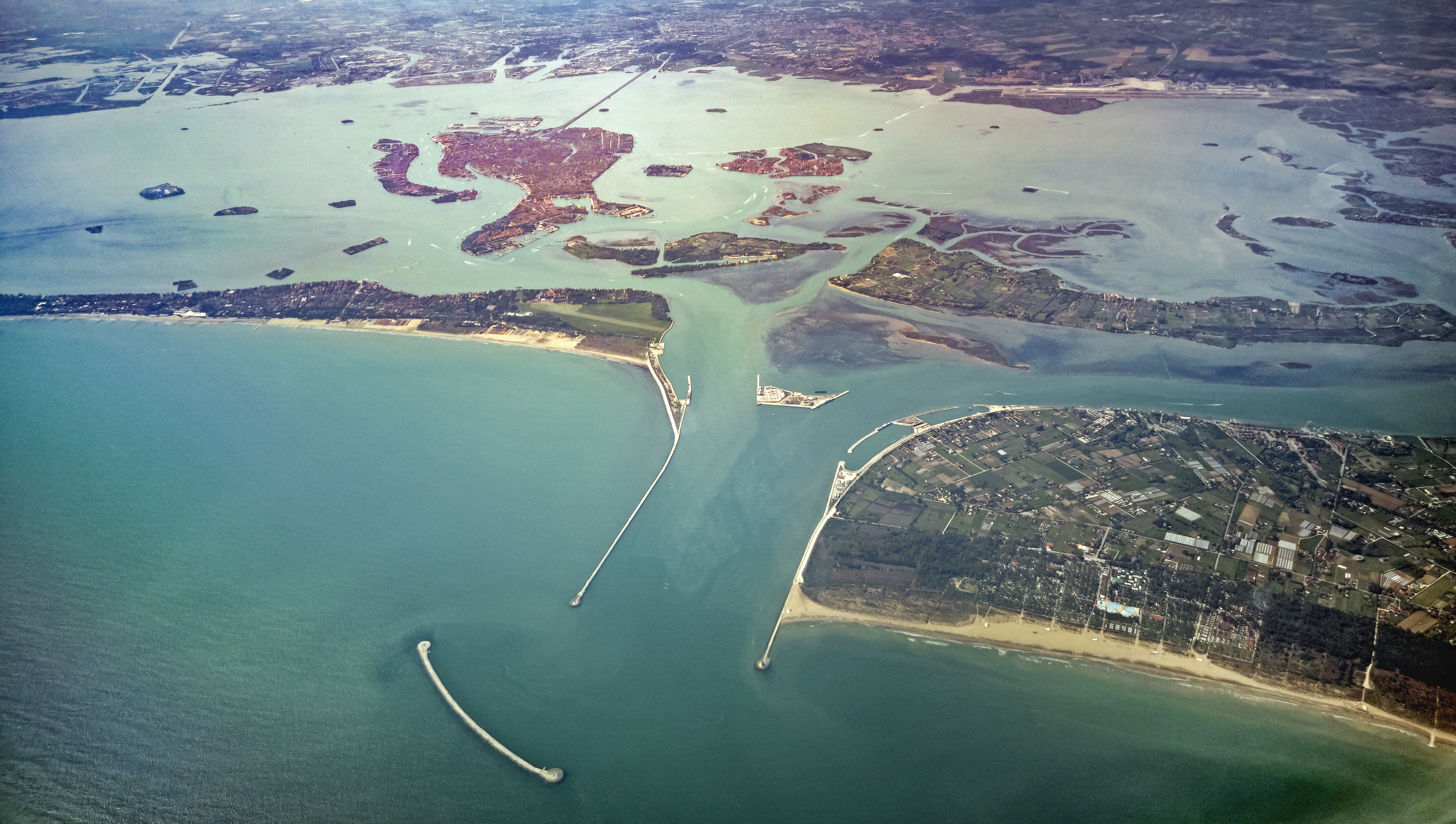
Laguna di Venezia

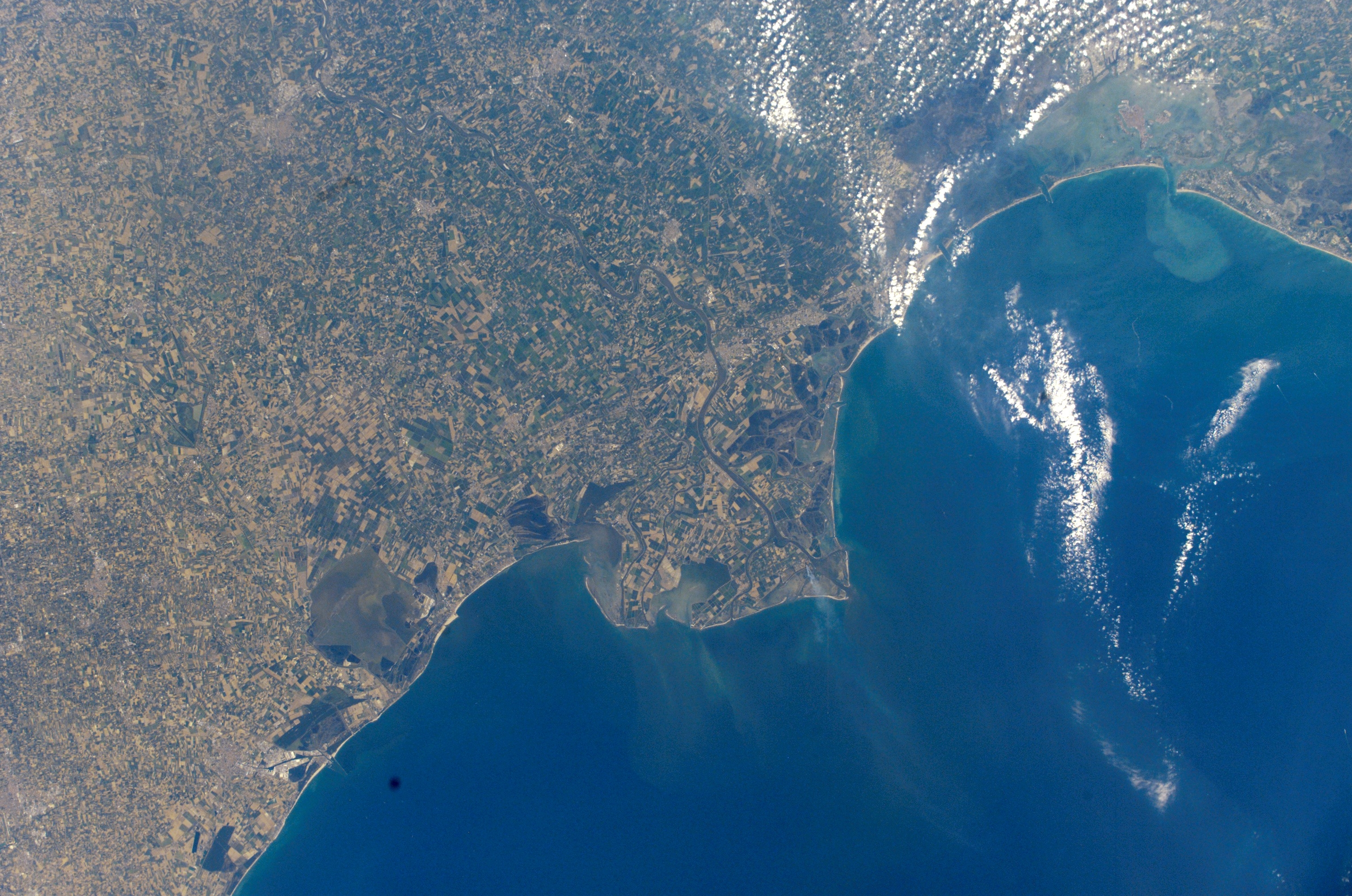
Delta del Po

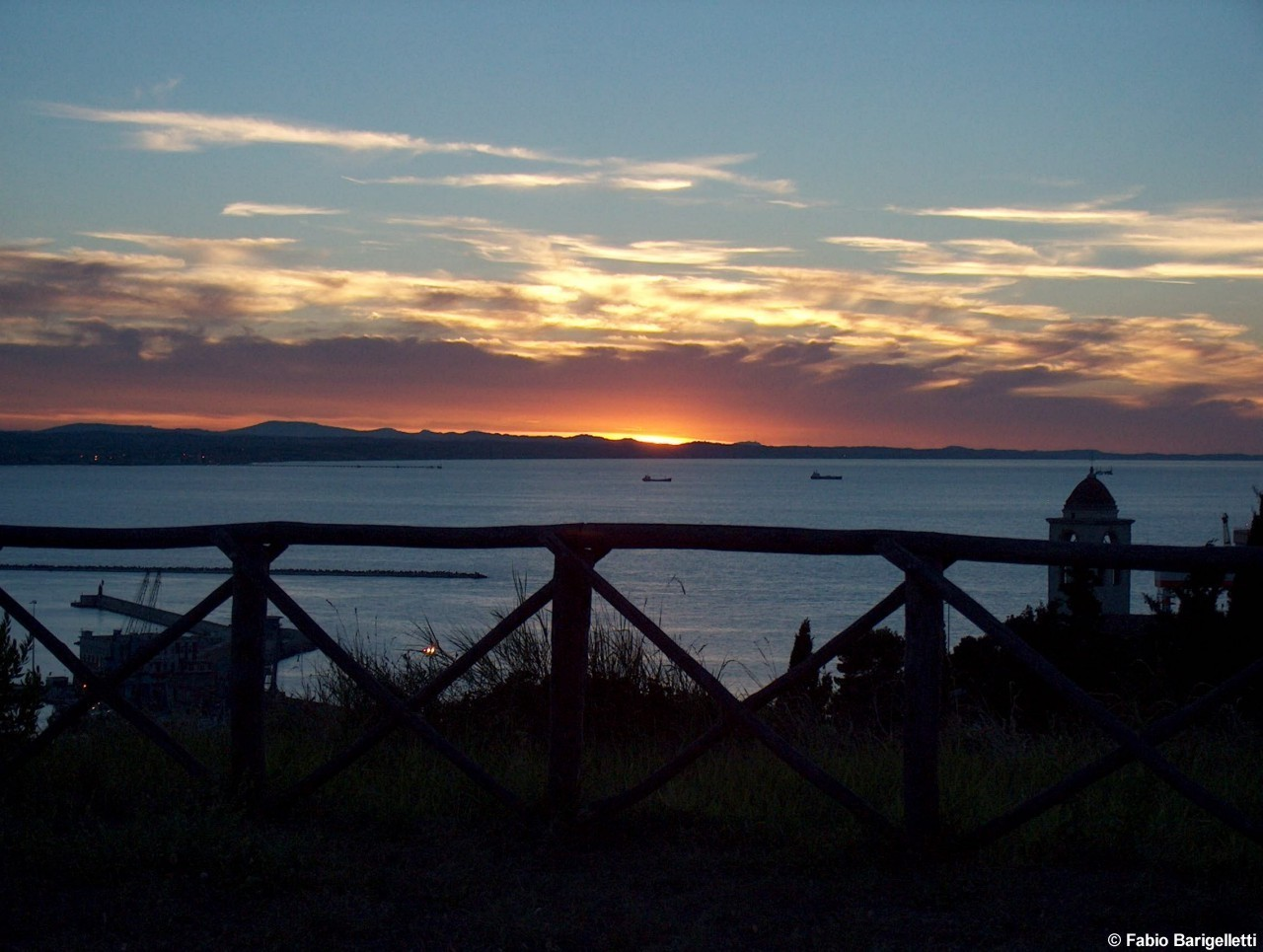
Golfo di Ancona

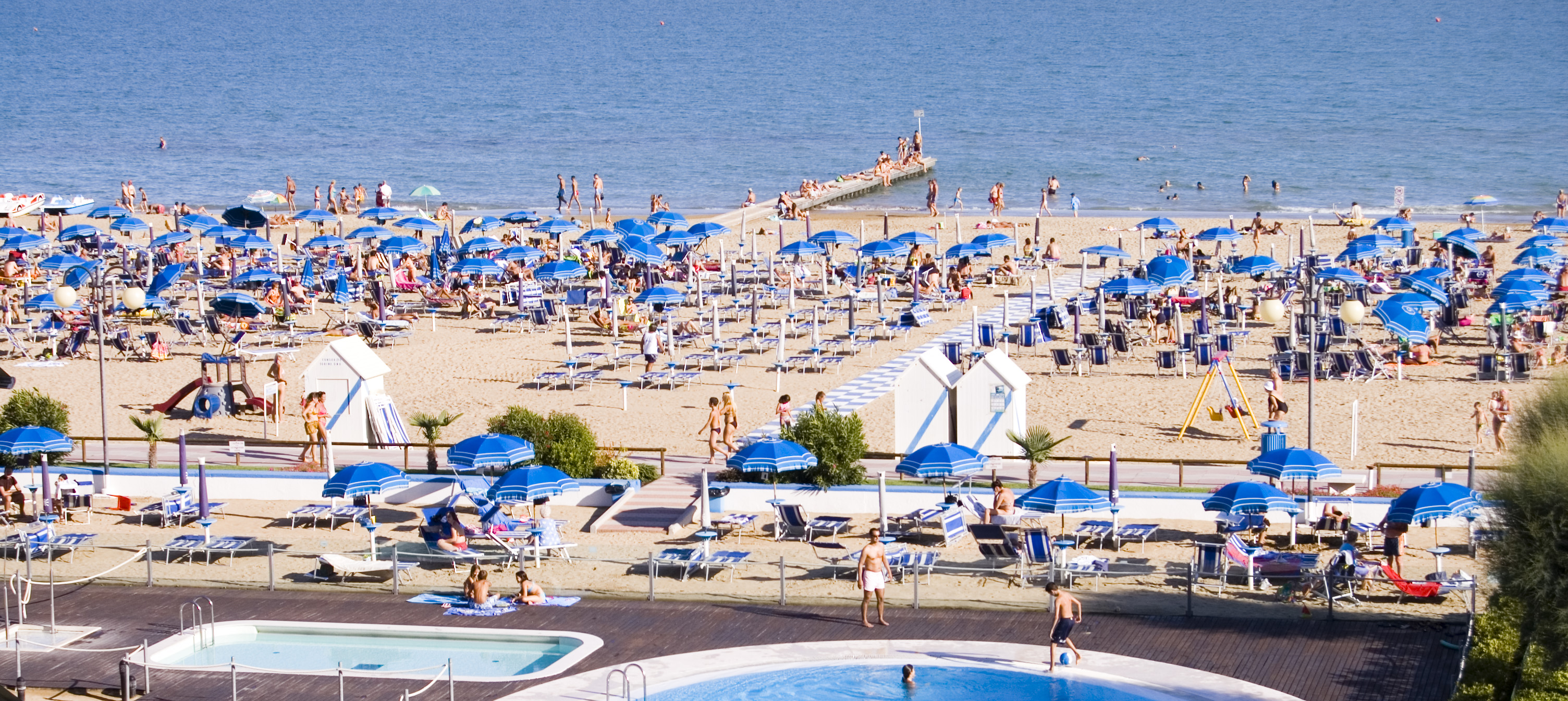
Riviera Veneto-Friulana

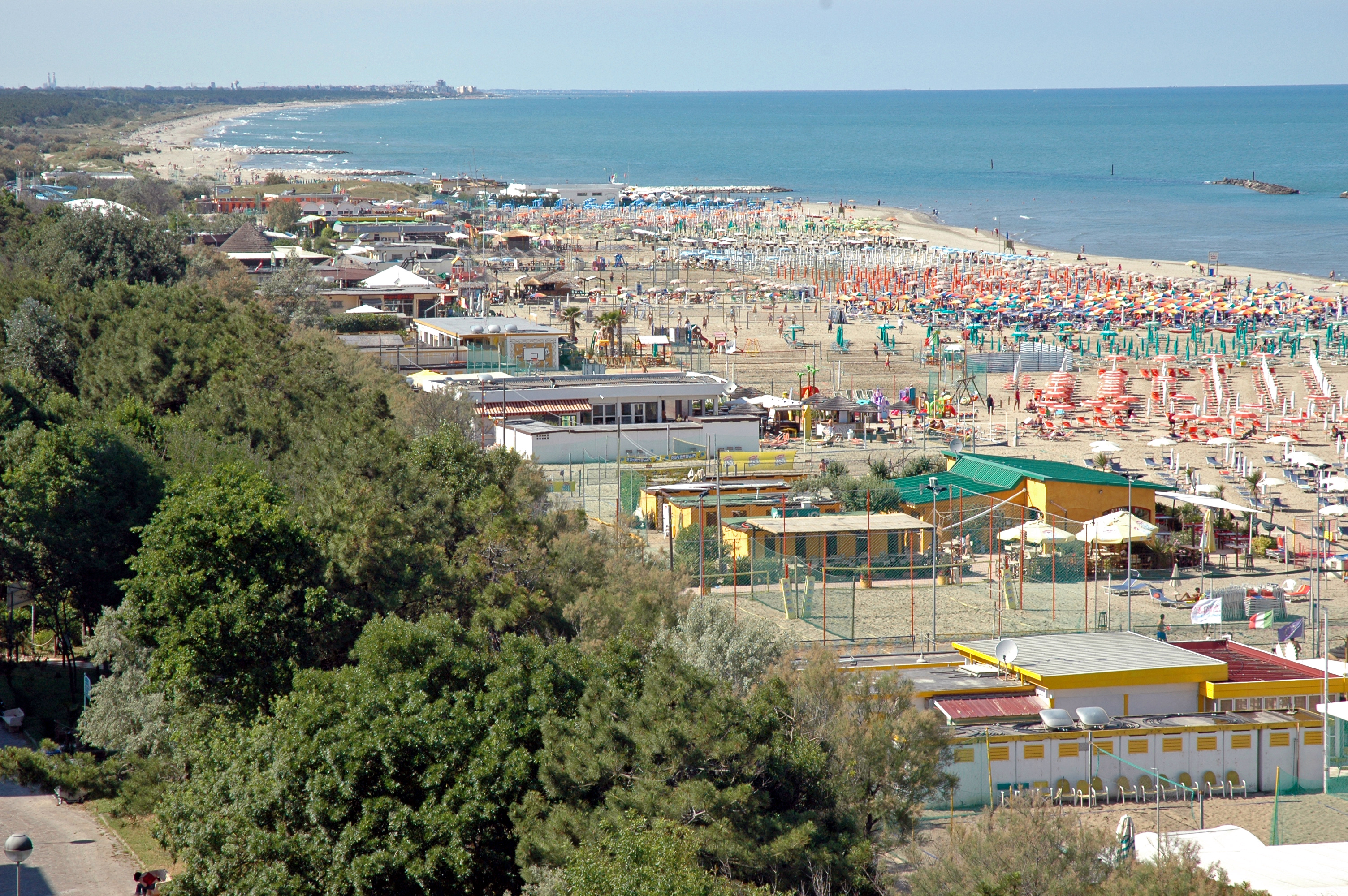
Riviera Romagnola

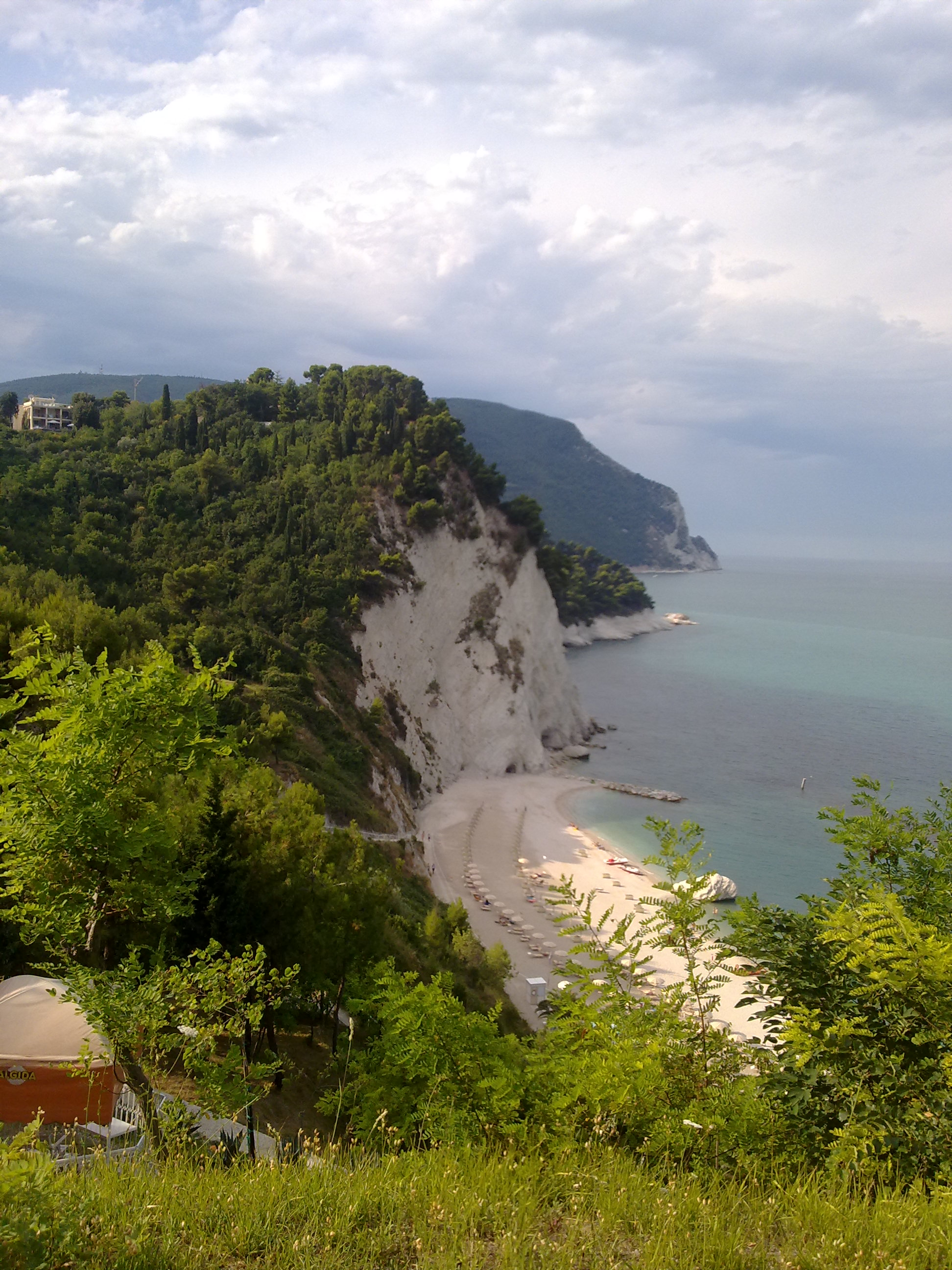
Riviera del Conero

Le principali articolazioni dell'Alto Adriatico sono le seguenti:
- Golfo di Venezia, il maggiore, su cui si affacciano il Veneto, il Friuli-Venezia Giulia, il litorale della Slovenia e l'Istria croata. Comprende al suo interno il golfo di Trieste.

In  Slovenia
- Vallone di Capodistria
- Vallone di Pirano

In  Italia
- Golfo di Trieste
  - Vallone di Muggia
  - Golfo di Panzano (davanti Monfalcone e Duino)
- Laguna di Grado
- Laguna di Marano
- Laguna di Caorle
- Laguna Veneta
- Delta del Po
- Golfo Ravennate
- Golfo di Rimini
- promontorio del Monte San Bartolo
- Golfo di Ancona
- promontorio del Conero

Le uniche isole da ricordare sono le isole Brioni, in territorio croato.
I principali fiumi che sfociano nel mare Adriatico, tra Monfalcone e Gabicce Mare, sono i seguenti:
- Timavo
- Isonzo
- Tagliamento
- Livenza
- Piave
- Sile
- Brenta
- Bacchiglione
- Adige
- Po
- Reno
- Savio
- Marecchia

Costa orientale
La costa orientale è prevalentemente rocciosa ed è articolatissima. I principali canali, golfi, penisole e promontori sono i seguenti.
- Istria, la penisola maggiore, divisa tra Slovenia, Croazia e, per una minima parte, Italia.

In  Croazia:
- Capo Promontore
- Golfo del Quarnaro
  - Quarnerolo
  - Canale della Morlacca
- Canale di Zara

Le più estese tra le isole del settore orientale, tutte nel territorio della  Croazia, sono:
- Veglia, 409 km²
- Cherso, 405,7 km²
- Pago, 285 km²
- Isola Lunga, 124 km²
- Arbe, 93,6 km²
- Lussino, 74,4 km²
- Pasmano, 63 km²

I principali fiumi che sfociano nel mare tra Monfalcone e Zara sono il Rosandra, il Risano, il Dragogna il Quieto e l'Arsa (nella penisola istriana).
Tra le riviere più importanti troviamo:
- Riviera istriana
- Riviera veneto-friulana
- Riviera romagnola
- Riviera del Conero